# Zeigler (Illinois)
Zeigler je grad u američkoj saveznoj državi Ilinois. Prema popisu stanovništva iz 2010. u njemu je živjelo 1.801 stanovnika.